# Arvia (2022)
El MS Arvia es un crucero de la clase Excellence en servicio para P&O Cruises, una subsidiaria de Carnival Corporation & plc. La quilla se colocó el 15 de febrero de 2022. El barco fue construido por el astillero alemán Meyer Werft en Papenburg y salió del astillero el 5 de noviembre de 2022. Fue entregado el 9 de diciembre de 2022 a P&O Cruises. La construcción comenzó oficialmente en febrero de 2021.
Con un tonelaje bruto de aproximadamente 184.700 toneladas, el Arvia es el barco más grande que se ha puesto en servicio para el mercado de cruceros británico. Fue botado el 27 de agosto de 2022.
La capacidad operativa normal del Arvia es de 5.200 pasajeros aunque su capacidad máxima si se utilizan las literas 3 y 4 es de 6.264 pasajeros.
El viaje inaugural del Arvia estaba previsto originalmente para el 9 de diciembre de 2022, pero por razones operativas se retrasó hasta el 23 de diciembre de 2022. Su viaje inaugural fue un crucero de 14 noches por las Islas Canarias desde Southampton.